# Cộng hòa Xã hội chủ nghĩa Xô viết tự trị Kirghizstan (1920–1925)
Cộng hòa Xã hội chủ nghĩa Xô viết tự trị Kirghizstan là một nước cộng hòa tự trị trong xã hội Cộng hòa Xã hội chủ nghĩa Xô viết Liên bang Nga đã tồn tại từ 26 tháng 8 năm 1920 cho đến ngày 15 tháng 6 năm 1925 trên lãnh thổ của Khả hãn Kazakhstan, cho đến khi thực thể này đổi tên thành Cộng hòa Xã hội chủ nghĩa Xô viết tự trị Kazakhstan.
Ngày 15 tháng 5 năm 1925, tỉnh tự trị Kara-Kirghiz được đổi tên thành tỉnh tự trị Kirghiz và sau đó chuyển thành Cộng hòa Xã hội chủ nghĩa Xô viết tự trị Kirghiz.